# Lynbrook, New York
Lynbrook är en ort i Nassau County i delstaten New York, USA.